# Николаос Мандувалос
Николаос А. Мандувалос Манолакос или капитан Никос от Света Марина (на гръцки: Νικόλαος Α. Μαντούβαλος, Μανωλάκος, Καπετάν Νίκος της Άγιας Μαρίνας) е гръцки военен и революционер, деец на Гръцката въоръжена пропаганда в Македония от началото на XX век.

## Биография
Мандувалос е роден в 1885 година в Ано Буларии на полуостров Мани. Служи в гръцката армия като подофицер. Включва се в гръцката въоръжена пропаганда в Македония и в 1906 година пристига в Централна Македония, в района на Ениджевардарското езеро с 20 души маниати. Подпомага дейността на Телос Агапинос (Аграс), Константинос Сарос (Калас) и Йоанис Деместихас (Никифорос). Заема най-опасната позиция в центъра срещу българските села Голо село, Света Марина, Минощица и Жервохор. След Младотурската революция от 1908 година се оттегля от Македония.
Участва във военните кампании да Гърция до 1922 година и се пенсионира като генерал-майор. Умира в Атина на 12 ноември 1952 година. В Ано Буларии му е издигнат паметник. Вторият куплет от съчинено в негова част стихотворение гласи:
| „ | Сякаш сняг хвърляше извика на неговите момци Момчета, грабвайте пушките и да тръгваме за българите, защото много лошо ни сториха. И Николас най-отпред тръгна за българите. | “ |